# Les Beaux Malaises
Pour les articles homonymes, voir Les Beaux Malaises (homonymie).
Les Beaux Malaises est une série télévisée humoristique québécoise en 44 épisodes d'environ 25 minutes diffusés entre le 22 janvier 2014 et le 22 janvier 2017 sur le réseau TVA. Une cinquième saison de dix épisodes a été diffusée du 27 janvier au 31 mars 2021.
En Belgique, France et Suisse, les droits de diffusion ont été acquis par Netflix, qui a rendu l'intégralité de la série disponible le 1er février 2017.
Une adaptation française, Les Beaux Malaises d'Éric Lavaine, format de 90 minutes a été diffusée le 4 octobre 2016 sur la chaîne M6. Franck Dubosc reprend le rôle de Martin Matte. Une adaptation flamande est diffusée en 2023 sur VRT één avec Jan Van Looveren.

## Synopsis
La vie personnelle de l'humoriste Martin Matte est présentée à travers différentes anecdotes de sa vie quotidienne au côté de sa femme Julie, leurs deux enfants Florence et Léo, et deux couples d'amis Patrick et Jean-François.

## Distribution

### Personnages principaux
- Martin Matte : lui-même
- Julie Le Breton : Julie
- Émilie Bierre : Florence, fille de Martin et Julie
- Charles William Ross : Léo, fils de Martin et Julie
- Patrice Robitaille : Patrick, meilleur ami de Martin
- Martin Perizzolo : Jean-François, ami de Martin
- Michèle Deslauriers : Monique, mère de Martin
- Fabien Cloutier : Marc-André, frère de Martin
- Catherine Proulx-Lemay : Véronique, femme de Patrick
- Alexis Martin : psychologue de Martin et Julie

### Personnages secondaires
- Bénédicte Décary : Geneviève
- Sarah Dagenais-Hakim : jeune femme commis
- Antoine Matte : Jason et Émile
- Michel Laperrière : Pierre
- Kim Lambert : commis japonaise
- Marie-Michelle Garon : Marie-Anne
- François Dufour-Martel : Xavier
- Sébastien René : Maxime
- Geneviève Schmidt : Isabelle
- Édith Paquet : Judith
- Gisèle Trépanier : femme âgée
- Guy-Daniel Tremblay : Gilles
- Suzanne Bolduc : Lyne
- Françoise Lemieux : Ginette Tremblay
- Julianne Côté : Carolane
- Mylène Mackay : étudiante
- Noémi Yelle : Chantal
- David Savard : Éric
- Vincent Leclerc : Pierre
- Simon Pigeon : garçon d'hôtel
- Joanie Martel : Chantal
- Jean Lapointe : Marcel
- Christiane Pasquier : Claudette
- Normand D'Amour : Denis
- Geneviève Brouillette : Annie
- Richard Fréchette : Normand
- Robert Lepage : Kirou
- Adib Alkhalidey : Adib, commis électro
- Caroline Dhavernas : jeune Monique
- Louis-José Houde : Louis-Lise Houle
- Anik Vermette : journaliste
- Norman Helms : Richard Marino
- Nabila Ben Youssef : Fatima
- Yves Amyot : homme intimidant
- Martin Héroux : vendeur toilettes
- Audréane Carrier : Mégane
- Martin Larocque : médecin
- Jean-Thomas Jobin : serveur resto branché
- Sylvie Potvin : femme désagréable
- Nathalie Cavezzali : vendeuse alarme
- Amélie Bernard : hygiéniste
- Guillaume Cyr : Charles Tremblay
- Mathilde Lavigne : jolie mère
- Alexandre Bacon : coach de soccer
- Jean-Paul Lapointe : fermier
- Daniel Parent : policier
- Laurent-Christophe de Ruelle : Léo
- Guillaume Desrosiers : Thomas
- Colin Leblanc : Alexandre
- Claudel Laberge : Émy
- Pierre Collin : homme âgé
- Evelyne Febbrari Rafa : femme âgée
- Miryam Magri : Sakina 2015
- Paul Bujold : fils de Fatima
- Serge Bédrossian : mari de Fatima
- Michel-Olivier Girard : urologue
- Normand L'Amour : lui-même
- Marc Labrèche : lui-même
- Denys Arcand : lui-même
- Denise Filiatrault : elle-même
- Jacques Laroche : homme « C'est trop pour moi »
- Raoul Bastarache : client de 70 ans
- Frédéric Savard : policier
- Marie Cantin : mère de Maxime
- Guy Vaillancourt : homme en deuil
- Anik Lefebvre : commis blasée
- Daniel Grenier : directeur de tournée
- André Vézina : homme âgé
- Maxime Allard : gars photo
- Karine Gonthier-Hyndman : femme au carrosse
- Caroline Claveau : femme couple photo
- Alexandre Gagné : homme couple photo
- Maxime Cormier : gars photo
- Arlette Beaudry : femme âgée
- Denise Andrieu : femme âgée
- Sophie Cadieux : comédienne
- Serge Denoncourt : metteur en scène
- Maude Guérin : Catherine
- Dominic Paquet : oncle de Catherine
- Simon Larouche : cousin de Catherine
- Chantal Baril : tante de Catherine
- Sébastien Dhavernas : homme de la cause
- Stéphane Fallu : lui-même
- Jean-François Chagnon : réalisateur
- Pierre Brassard : Amélie
- Éric Robidoux : Philippe
- Gilles Renaud : Bernard
- Catherine St-Laurent : Delphine
- Monique Spaziani : Françoise
- Sébastien Leblanc : homme malaise
- Anie Pascale : femme sèche
- Félix-Antoine Tremblay : Vincent
- Ludivine Reding : Audrey
- Olivier Aubin : homme école
- Lennikim : jeune Martin
- Jules Philip : homme école
- Jean-Moïse Martin : Émile
- Marie-Évelyne Baribeau : Jessica
- Réal Bossé : Sébastien
- William Coallier : jeune Marc-André
- Gaston Caron : juge
- Nicola-Frank Vachon : serveur
- Josée Beaulieu : porte-parole jury
- Ghislain Taschereau : menuisier et voix animateur de radio
- Anaïs Favron : voix animatrice de radio
- Roger La Rue : électricien
- Martin Tremblay : employé de Pat
- Gabriel Dagenais : chauffeur livreur
- Jean-Léon Rondeau : Robert
- Guillaume Lemay-Thivierge : M. Gagné
- Alexandra Cyr : réceptionniste
- Mathieu Lepage : caissier d'épicerie
- Claude Robinson : lui-même
- Laurence Leboeuf : la fille
- Louis Champagne : colosse
- Renaud Labelle : jeune Patrick
- Jacob Théoret : jeune Jean-François
- Louise Portal : Élyse
- Catherine Chabot : serveuse de bar

## Fiche technique
- Réalisation : Francis Leclerc
- Scénaristes : François Avard et Martin Matte
- Musique originale : Fred Fortin
- Montage : Isabelle Malenfant
- Société de production : Encore Télévision

## Épisodes

### Première saison (2014)
Trois épisodes de la première saison ont été mis en ligne le 8 novembre 2013 sur le service de vidéo à la demande Club Illico, qui ont été commandés par 50 000 clients. Elle a ensuite été diffusée à la télévision sur les ondes de TVA du mercredi 22 janvier au 26 mars 2014.
1. Le Couple
2. Le Grille-pain
3. La Notoriété
4. L'Argent
5. L'Ex
6. L'Intimidation
7. Élever des enfants
8. 3e âge
9. Le Démon du matin midi soir
10. Le Sexe handicapé

Cotes d'écoutes
Le 2e épisode de la saison, diffusé le 29 janvier 2014 a été l'épisode le plus regardé avec 2 044 000 téléspectateurs. Le 8e épisode, diffusé le 12 mars 2014, a été le moins regardé avec 1 698 000 téléspectateurs.
| № | Première diffusion | Cotes d'écoute  | Cotes d'écoute | Rang semaine |    | №               | Première diffusion | Cotes d'écoute | Cotes d'écoute | Rang semaine |
| - | ------------------ | --------------- | -------------- | ------------ | -- | --------------- | ------------------ | -------------- | -------------- | ------------ |
| 1 | 22 janvier 2014    | en stagnation   | 1 815 000      | 4e           | 6  | 26 février 2014 | en augmentation    | 1 791 000      | 3e             |              |
| 2 | 29 janvier 2014    | en augmentation | 2 044 000      | 2e           | 7  | 5 mars 2014     | en augmentation    | 1 822 000      | 3e             |              |
| 3 | 5 février 2014     | en diminution   | 1 985 000      | 2e           | 8  | 12 mars 2014    | en diminution      | 1 698 000      | 3e             |              |
| 4 | 12 février 2014    | en diminution   | 1 776 000      | 2e           | 9  | 19 mars 2014    | en augmentation    | 1 954 000      | 2e             |              |
| 5 | 19 février 2014    | en augmentation | 1 783 000      | 2e           | 10 | 26 mars 2014    | en augmentation    | 1 964 000      | 2e             |              |

### Épisode spécial:Les Beaux Noëls(2014)
Cette année, c’est chez Martin que se déroule la fête de Noël. En plus de sa mère Monique (anxieuse) et de son frère Marc-André (traumatisé crânien), on retrouve la famille de Julie : sa mère Claudette (en compétition avec la mère de Martin), sa sœur Annie (qui veut un enfant au plus vite), le beau-frère Denis (un bon à rien). Des gens qui n’ont en commun que leur ADN. Croyant se simplifier la vie en recevant les deux familles en même temps, Martin et Julie multiplient plutôt les ennuis.
Épisode diffusé le 31 décembre 2014 à TVA. Il a atteint des cotes d'écoutes de 1 739 000 téléspectateurs.

### Deuxième saison (2015)
Trois épisodes de la deuxième saison ont été mis en ligne le 31 octobre 2014 sur le service de vidéo à la demande Club Illico,. Elle a ensuite été diffusée à la télévision sur TVA du mercredi 14 janvier au 25 mars 2015.
1. La Franchise
2. Les Pauvres
3. Scandale
4. Nice Embarrassments
5. L'Amitié
6. Notoriété II
7. Du temps de qualité
8. Soccer
9. Prendre une pause
10. La Rupture
11. Le Trou noir
12. Les Beaux Noëls
13. Les Beaux Bloopers (Bonus)

Cotes d'écoutes
Le 9e épisode de la saison, diffusé le 11 mars 2015 a été l'épisode le plus regardé avec 2 141 000 téléspectateurs. Le 12e épisode, un épisode spécial de 30 minutes appelé Les Beaux Bloopers a été diffusé à la fin du dernier épisode de la saison, il a été le moins regardé avec 1 560 000 téléspectateurs.
| № | Première diffusion | Cotes d'écoute  | Cotes d'écoute | Rang semaine |    | №               | Première diffusion | Cotes d'écoute | Cotes d'écoute | Rang semaine |
| - | ------------------ | --------------- | -------------- | ------------ | -- | --------------- | ------------------ | -------------- | -------------- | ------------ |
| 1 | 14 janvier 2015    | en augmentation | 2 011 000      | 3e           | 7  | 25 février 2015 | en augmentation    | 1 847 000      | 3e             |              |
| 2 | 21 janvier 2015    | en augmentation | 2 059 000      | 2e           | 8  | 4 mars 2015     | en augmentation    | 2 075 000      | 3e             |              |
| 3 | 28 janvier 2015    | en diminution   | 1 805 000      | 3e           | 9  | 11 mars 2015    | en augmentation    | 2 141 000      | 2e             |              |
| 4 | 4 février 2015     | en augmentation | 2 096 000      | 3e           | 10 | 18 mars 2015    | en diminution      | 2 081 000      | 3e             |              |
| 5 | 11 février 2015    | en diminution   | 1 995 000      | 3e           | 11 | 25 mars 2015    | en diminution      | 2 051 000      | 3e             |              |
| 6 | 18 février 2015    | en diminution   | 1 804 000      | 3e           | 12 | 25 mars 2015    | en diminution      | 1 560 000      | 4e             |              |

### Troisième saison (2016)
La troisième saison a été diffusée du 13 janvier, au 30 mars 2016 à TVA.
1. Bonnes Vibrations
2. Le Bourbier
3. Notoriété III
4. Les Bons Riens
5. Franchise II
6. Équilibre
7. Week-end de rêve
8. Éducation moderne
9. Don de soi
10. Santé !
11. Les Beaux Bloopers (épisode spécial : les gaffes de la saison 3)
12. Les Meilleurs Moments

Cotes d'écoutes
Le 1er épisode de la saison, diffusé le 13 janvier 2016 a été l'épisode le plus regardé avec 2 168 000 téléspectateurs. Le dernier épisode, soit le 12e épisode, diffusé le 30 mars 2016, a été le moins regardé avec 1 438 000 téléspectateurs.
| № | Première diffusion | Cotes d'écoute  | Cotes d'écoute | Rang semaine |    | №               | Première diffusion | Cotes d'écoute | Cotes d'écoute | Rang semaine |
| - | ------------------ | --------------- | -------------- | ------------ | -- | --------------- | ------------------ | -------------- | -------------- | ------------ |
| 1 | 13 janvier 2016    | en augmentation | 2 168 000      | 2e           | 7  | 24 février 2016 | en diminution      | 1 766 000      | 3e             |              |
| 2 | 20 janvier 2016    | en diminution   | 2 077 000      | 2e           | 8  | 2 mars 2016     | en augmentation    | 1 925 000      | 3e             |              |
| 3 | 27 janvier 2016    | en diminution   | 1 929 000      | 3e           | 9  | 9 mars 2016     | en augmentation    | 1 991 000      | 3e             |              |
| 4 | 3 février 2016     | en diminution   | 1 866 000      | 3e           | 10 | 16 mars 2016    | en augmentation    | 2 065 000      | 3e             |              |
| 5 | 10 février 2016    | en augmentation | 1 892 000      | 3e           | 11 | 23 mars 2016    | en diminution      | 1 650 000      | 3e             |              |
| 6 | 17 février 2016    | en augmentation | 2 003 000      | 3e           | 12 | 30 mars 2016    | en diminution      | 1 438 000      | 4e             |              |

### Saison 4ou La Grande Finale (2017)
Le dernier épisode d'une durée double de 45 minutes, constituant à lui seul la saison 4, a été diffusé le 22 janvier 2017. Il présente la particularité de mettre fin à la série en une succession de saynètes avec chacun des personnages principaux des Beaux Malaises jouant continuellement sur la transgression du quatrième mur avec le spectateur, principe que Martin Matte utilisait déjà souvent dans les épisodes classiques, jouant de la frontière entre réalité et fiction.

### Les BeauxMalaises 2.0(2021)
La nouvelle série de dix épisodes intitulée Les Beaux Malaises 2.0 est diffusée sur TVA à partir du mercredi 27 janvier, jusqu'au 31 mars 2021. Après cinq ans d'absence, la série reprend sur l'ellipse de l'annonce de la séparation du couple formé entre Martin Matte et Julie, et la vie de célibataire de ce dernier qui poursuit de manière plus marquée dans la veine de l'autofiction télévisuelle en utilisant des éléments récents de sa propre vie pour ses sketchs.
1. Maintenant séparés…
2. L'Annonce
3. Suite de l'annonce
4. Souvenirs piquants
5. Pat dérape !
6. 50 ans
7. Nouvelle Blonde
8. Audrey rencontre…
9. Florence a dix-huit ans
10. Le Dilemme

## Produits dérivés

### Sorties DVD et Blu-Ray
- Les Beaux Malaises – Saison 1 (8 juillet 2014[46]
- Les Beaux Malaises – Saison 2 (7 juillet 2015[47])
- Les Beaux Malaises – Saison 3 (5 juillet 2016[48])
- Les Beaux Malaises – La grande finale (28 février 2017[49])
- Les Beaux Malaises – l'intégrale (28 février 2017 — DVD et Blu-Ray)

### Musique
Une bande originale, appelée Les Beaux Malaises : Les Chansons de la série télé est parue le 28 février 2017. Le CD de type compilation réuni quatorze chansons d’artistes québécois choisies par Martin Matte et entendues au fil des saisons de la série. 
Liste des chansons
1. Bellos Malaisos de Fred Fortin
2. Calfeutrer les failles de Tire le Coyote
3. Napalm de Keith Kouna
4. Les Aurores de Mara Tremblay
5. Daydreaming de Groenland
6. The Safety Dance de Sleeping at Last
7. Dehors novembre de Les Colocs
8. Le Bureau du médecin des Trois Accords
9. Ça va venir, découragez-vous pas de La Bolduc
10. Fulton Road de Bernard Adamus
11. Comme un cave de Éric Goulet
12. Te quitter de Daniel Bélanger
13. Beau comme on s'aime de Yann Perreau
14. Alive Again de Champion

## Récompenses
- Prix Gémeaux (2014) :
  - Meilleure comédie
  - Meilleure réalisation
  - Meilleur premier rôle masculin : comédie
  - Meilleur premier rôle féminin : comédie
- Rockies Awards (2015) :
  - Best francophone